# Austrogammarus
Austrogammarus é um género de crustáceo da família Paramelitidae.